# Экс-Нулет
Экс-Нулет (фр. Aix-Noulette) — коммуна во Франции, регион О-де-Франс, департамент Па-де-Кале, округ Ланс, кантон Бюлли-ле-Мин. Расположена в 8 км к западу от Ланса и в 12 км к югу от Бетюна. Через территорию коммуны проходит автомагистраль А26 "Англия".
Население (2018) — 3 915 человек.

## Достопримечательности
- Церковь Святого Германа 1531 года с витражами в стиле арт-деко

## Экономика
Структура занятости населения:
- сельское хозяйство - 0,9 %
- промышленность - 4,4 %
- строительство - 7,9 %
- торговля, транспорт и сфера услуг - 53,6 %
- государственные и муниципальные службы - 33,2 %

Уровень безработицы (2017) — 17,3 % (Франция в целом — 13,4 %, департамент Па-де-Кале — 17,2 %). 

Среднегодовой доход на 1 человека, евро (2017) — 19 370 (Франция в целом — 21 110, департамент Па-де-Кале — 18 610).

## Демография
Динамика численности населения, чел.

## Администрация
Пост мэра Экс-Нулета с 1977 года занимает социалист Ален Лефевр (Alain Lefebvre), член Совета департамента Па-де-Кале от кантона Бюлли-ле-Мин. На муниципальных выборах 2020 года возглавляемый им список социалистов победил во 2-м туре, получив 54,18 % голосов.
| Период | Период | Фамилия     | Партия                  | Примечания                                                                               |
| ------ | ------ | ----------- | ----------------------- | ---------------------------------------------------------------------------------------- |
| 1977   |        | Ален Лефевр | Социалистическая партия | преподаватель техникума, член Генерального совета департамента, член Совета департамента |